# نبرد شبانه

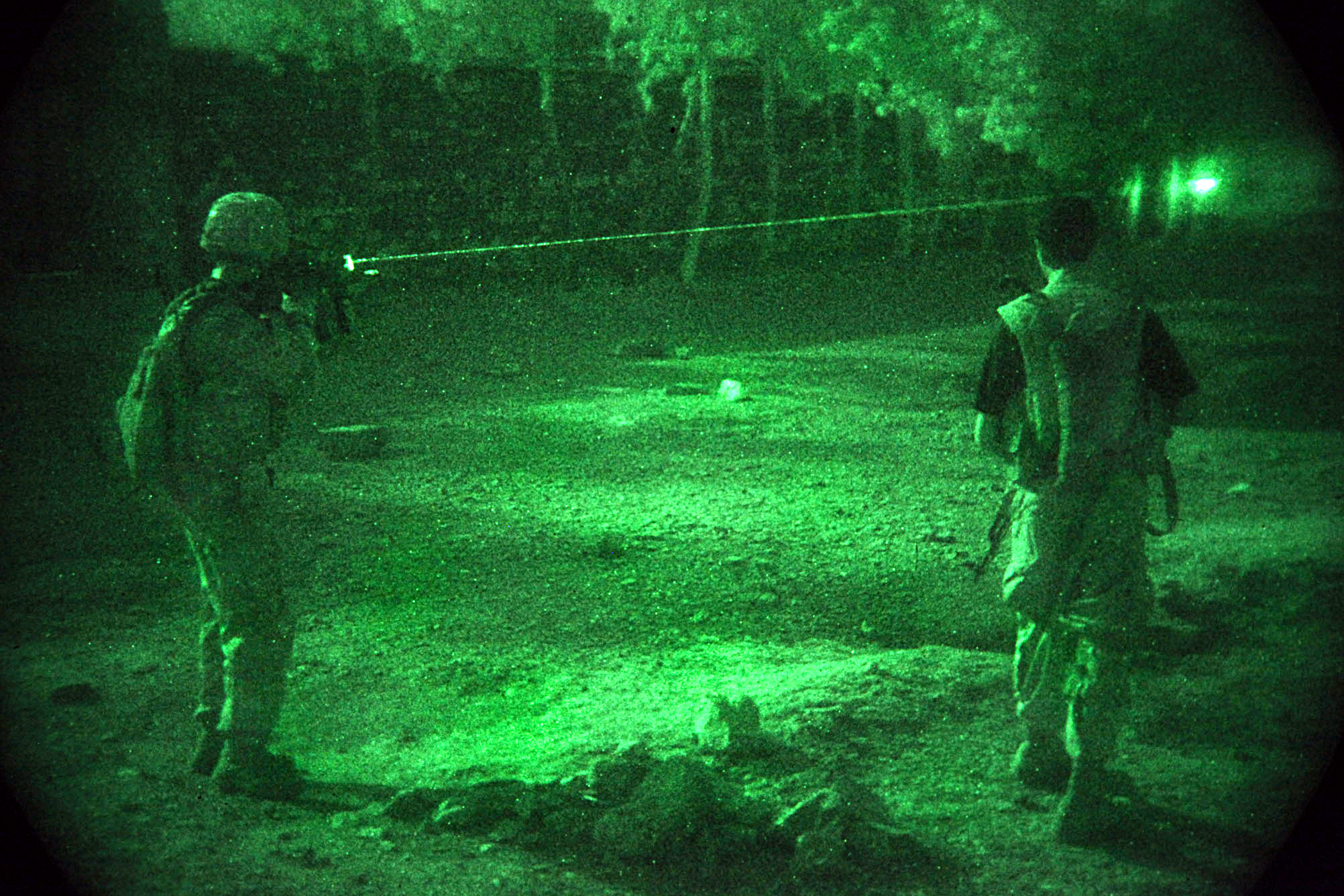
گروهبان ارتش ایالات متحده، اندرو بورچ و یک سرباز افغان، در جریان عملیات شمشیر قهرمان در سال ۲۰۰۹، از طریق دستگاه دید در شب، با لیزر مادون قرمز، ردیف درختان را برای یافتن شبه‌نظامیان اسکن می‌کنند.

نبرد شبانه (انگلیسی: Night combat) از مفاهیم نظامی است و پیکار یا نبردی گفته می‌شود که در ساعات تاریکی رخ می‌دهد. این نبرد با نبرد در روز به دلیل دید کمتر و رابطه معکوس آن با چرخه شبانه‌روزی متمایز می‌شود. معمولاً نبرد شبانه برای مهاجم مطلوب است و تاکتیک‌های تهاجمی بر بهره‌برداری حداکثری از مزایا متمرکز هستند.
تاکتیک‌های دفاعی شبانه عمدتاً بر خنثی کردن مزایایی که شب به مهاجم می‌دهد تمرکز دارند. عملیات شبانه در طول تاریخ، با پیچیده‌تر شدن تاکتیک‌ها و فناوری، دستخوش تغییرات گسترده‌ای در اثربخشی و فراوانی شده است.